# Longi
Longi – miejscowość i gmina we Włoszech, w regionie Sycylia, w prowincji Mesyna.
Według danych na rok 2004 gminę zamieszkiwały 1653 osoby, 39,4 os./km².